# Дорошенко (дворянский род)
Дорошенко (укр. Дорошенки, пол. Doroszenko) — украинский казацко-старшинский, дворянский и гетманский род. Дал Украине двух гетманов и троих наказных гетманов.
Род внесён в I, II и III части родословной книги Черниговской губернии.

## Происхождение и история рода
Родоначальник их, казацкий гетман Михаил Дорошенко имел двоих сыновей, Дорофея и Никона, ставших родоначальниками двух ветвей этого знаменитого рода, давших Украине много выдающихся личностей.
Григорий Дорошенко был одно время брацлавским полковником и два раза был в московском плену. После окончательного падения Петра Дорошенко его братья — Григорий и Андрей оставлены были вместе со своими семьями в Малороссии, но при известии о готовившемся походе турок на Чигирин переведены были на левый берег Днепра.
Владели населёнными имениями Александр и Алексей Петровичи Дорошенко (1699).
В 2013 году при поддержке Музея гетманства был создан «Гетманский фонд Петра Дорошенко». Фонд осуществляет исследования деятельности гетманов Украины Михаила и Петра Дорошенко, распространение информации о них, исследования родословной Дорошенко.

## Описание герба
Щит четверочастный: в первой части, в голубом, поле золотой кавалерский крест, сопровождаемый золотыми: сверху — опрокинутым полумесяцем и снизу двумя шестиконечными звёздами. во второй части, в красном поле, копьё и стрела в андреевский крест. В третьей части, в красном поле, лук, натянутый стрелой наискось влево (изм. польский герб Лук). В четвёртой части, в голубом поле, серебряная река, сопровождаемая сверху двумя золотыми шестиконечными звёздами.
Нашлемник: вооружённая мечом рука. Намёт: справа голубой, слева красный подложенный золотом.

## Известные представители
- Дорошенко, Михаил (ум. 1628) — военный и политический деятель Войска Запорожского, гетман реестровых казаков в 1623—1625 и 1625—1628 годах.
  - Дорошенко, Дорофей Михайлович — наказной гетман (1633).
    - Дорошенко, Пётр Дорофеевич (1627—1698) — гетман Правобережной Украины (1665—1676), воевода в Вятке (1682)[5].
    - Дорошенко, Андрей Дорофеевич (1644—1709) — наказной гетман (1674).
    - Дорошенко, Григорий Дорофеевич (?— около 1684) — наказной гетман (1668).